# Netřebice (kraj południowoczeski)
Netřebice – gmina w Czechach, w powiecie Český Krumlov, w kraju południowoczeskim. Według danych z dnia 1 stycznia 2013 liczyła 476 mieszkańców.